# Будиморово
Будиморово — деревня в Кадуйском районе Вологодской области.
Входит в состав Никольского сельского поселения, с точки зрения административно-территориального деления — в Никольский сельсовет.
Расположена на правом берегу реки Шулма. Расстояние по автодороге до районного центра Кадуя — 27 км, до центра муниципального образования села Никольское — 3 км. Ближайшие населённые пункты — Васильевская, Вахонькино, Завод, Иваново, Лукьяново, Никоновская, Прягаево, Сафоново, Слобода, Туровино.
По переписи 2002 года население — 10 человек.